# Annin Dvůr (Šilheřovice)

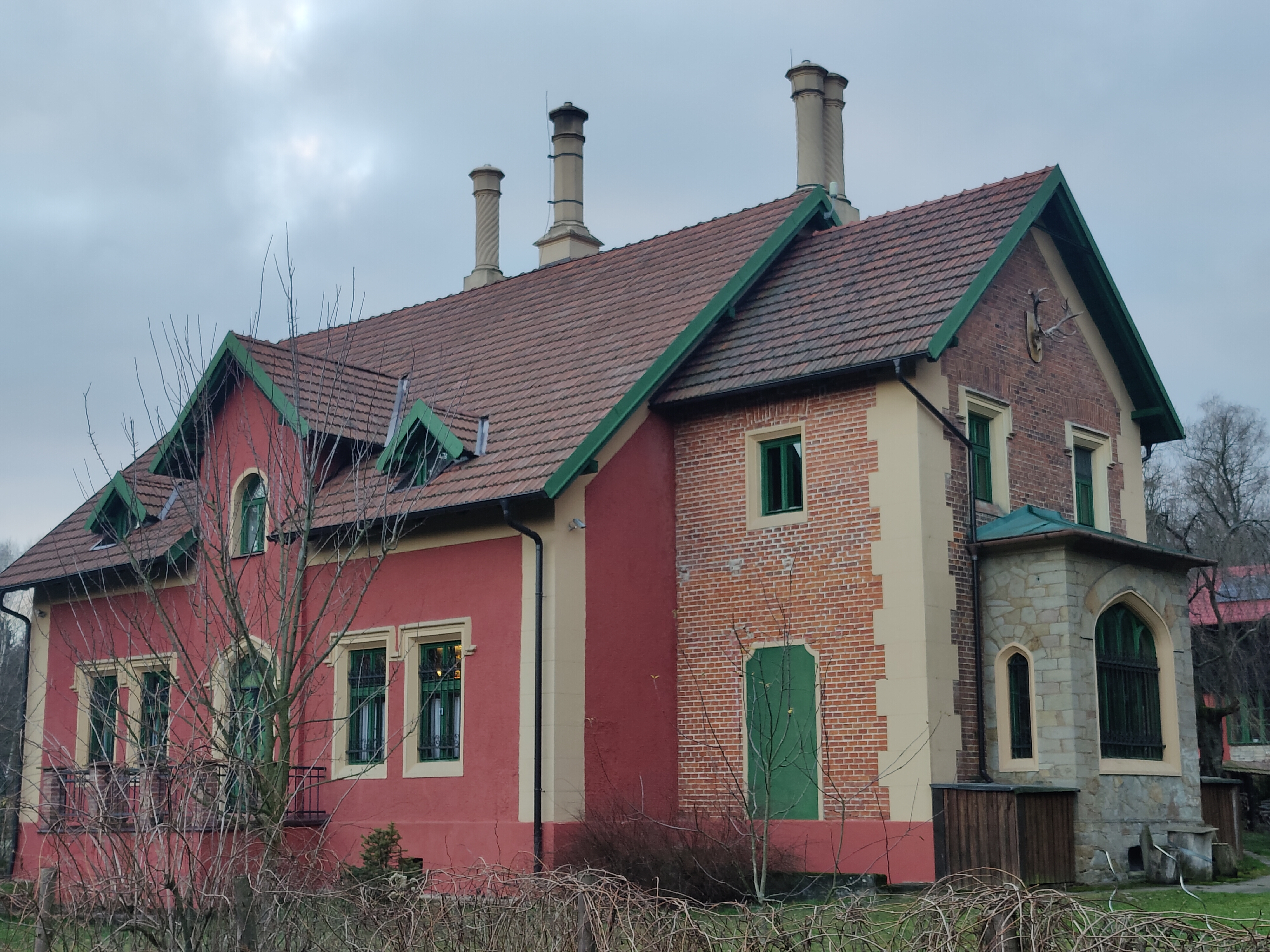
Annin Dvůr (2024)

Annin Dvůr (deutsch Annahof) ist eine Einschicht auf dem Gebiet der Gemeinde Šilheřovice (Schillersdorf) im Okres Opava in Tschechien.

## Geographie
Annin Dvůr liegt drei Kilometer südlich von Šilheřovice im nördlichen Teil des Černý les (Schwarzwald) an dem von Šilheřovice nach Petřkovice (Petershofen) führenden Hauptforstweg. Nördlich verläuft eine starke Befestigungslinie des Tschechoslowakischen Walls durch den Wald. Gegen Südwesten befindet sich das Naturreservat Černý les u Šilheřovic I, nordwestlich das Naturreservat Černý les u Šilheřovic II. Durch Annin Dvůr führt der Lehrpfad der Gemeinde Šilheřovice.
Umliegende Ortschaften sind Šilheřovice und Rakowiec im Norden, Chałupki (Annaberg), Stare Chałupki (Chalupki) und Paseky (Passek) im Nordosten, Antošovice (Antoschowitz) und Koblov-Vrbina (Tabulki) im Osten, Amerika im Südosten, Koblov (Koblau) und Petřkovice im Süden, Ludgeřovice (Ludgerstal) im Südwesten, Markvartovice (Markersdorf) im Westen sowie Hříbovec (Hrzybowetz) und Darkovice (Groß Darkowitz) im Nordwesten.

## Geschichte
Der Annahof wurde im Jahre 1814 auf Veranlassung des Grundherrn der Herrschaft Schillersdorf, Johann Friedrich von Eichendorff angelegt und nach dessen Ehefrau benannt. Unter der überwiegend mährischsprachigen Bevölkerung wurde der Hof als Hanůvka bezeichnet.  Salomon Rothschild, der die Herrschaft 1845 erworben hatte, ließ 1852 im nördlichen Teil des Schwarzwaldes durch seinen Forstmeister Karl Exner eine Fasanerie anlegen und den Hof danach zu einer herrschaftlichen Försterei (Försterhaus im Revier Ober) zur Bewirtschaftung der Fasanerie und des Wildgeheges umgestalten. 

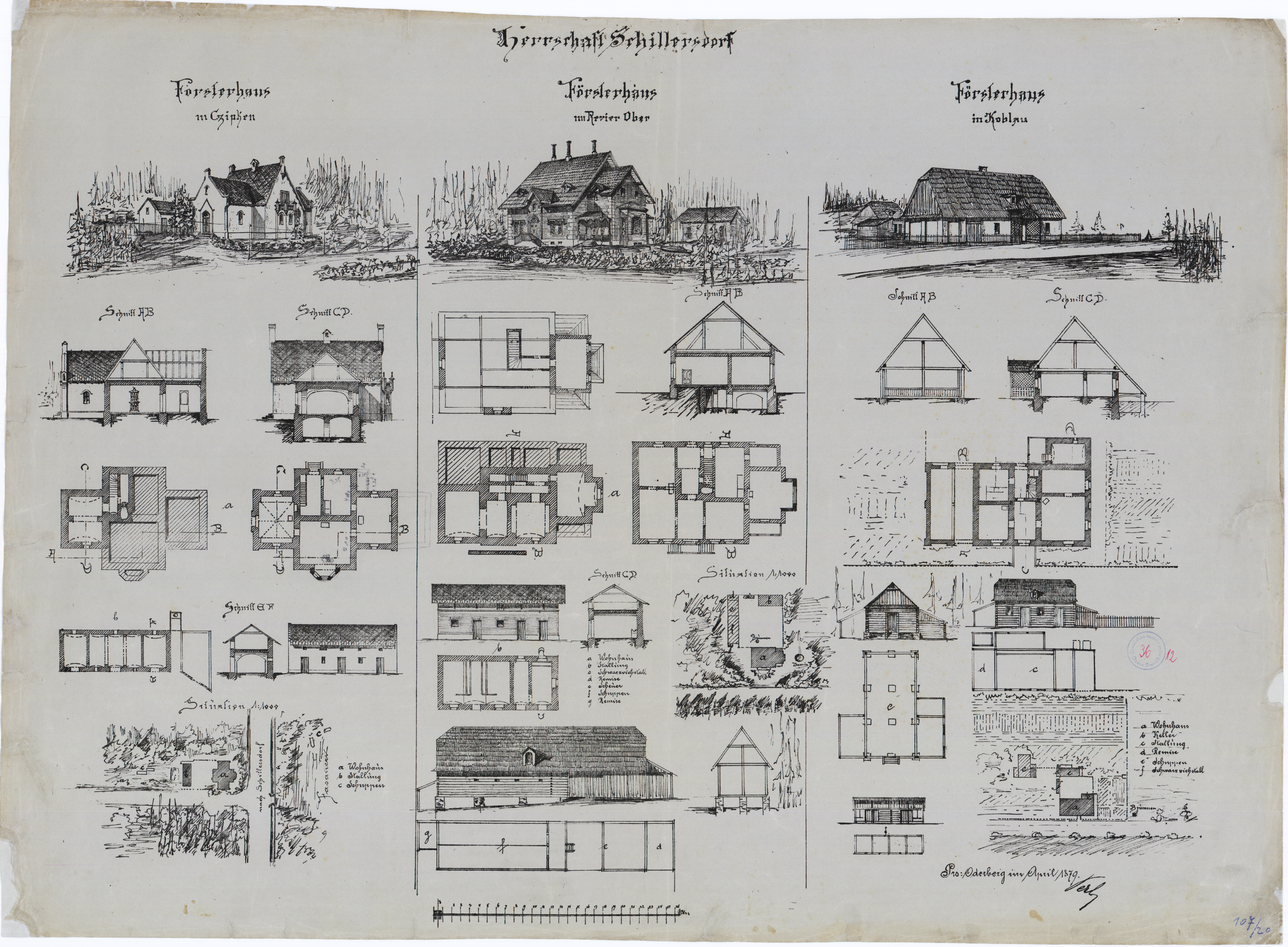
Plan des Försterhauses im Revier Ober (1879)

Aufgrund des Versailler Vertrages wurden die Schillersdorfer Güter 1920 als Teil des Hultschiner Ländchens der Tschechoslowakei zugeschlagen. Nach dem Münchener Abkommen vom 29. September 1938 fiel die Gegend wieder dem Deutschen Reich zu. Die Güter der jüdischen Familie Rothschild wurden danach arisiert. Dessen ungeachtet wurde der Annahof auch weiterhin für seinen ursprünglichen Zweck genutzt.
Nach dem Ende des Zweiten Weltkrieges 1945 kam das Gebiet an die Tschechoslowakei zurück. Der Schillersdorfer Großgrundbesitz wurde nunmehr durch die Beneš-Dekrete als deutscher Besitz konfisziert und verstaatlicht. Eine Rückübertragung an die Familie Rothschild erfolgte nicht. Stattdessen wurde das Areal Annin Dvůr in der zweiten Hälfte des 20. Jahrhunderts verschiedenen Organisationen zur Nutzung überlassen. In dieser Zeit erloschen auch das Wildgehege und die Fasanerie.
In den Jahren 1984–1985 erfolgte auf dem Hofgelände der Neubau eines Hotels. Dieses wurde nach der Samtenen Revolution 1989 aufgegeben. Die nunmehr ungenutzte Hofanlage blieb dem Verfall überlassen. Am 11. Jänner 2014 brach in Annin Dvůr ein Brand aus; dabei brannte die alte hölzerne Scheune des Hofes nieder, auch das ehemalige Jagdhotel wurde beschädigt. Nach dem Verkauf von Annin Dvůr an ein Unternehmen erfolgte im Jahre 2018 die Restaurierung des historischen Försterhauses. Das neuzeitliche Hotelgebäude ist weiterhin ungenutzt.

## Sehenswürdigkeiten
- Ehemalige herrschaftliche Försterei aus der zweiten Hälfte des 19. Jahrhunderts, sie wurde 2018 saniert.

## Galerie

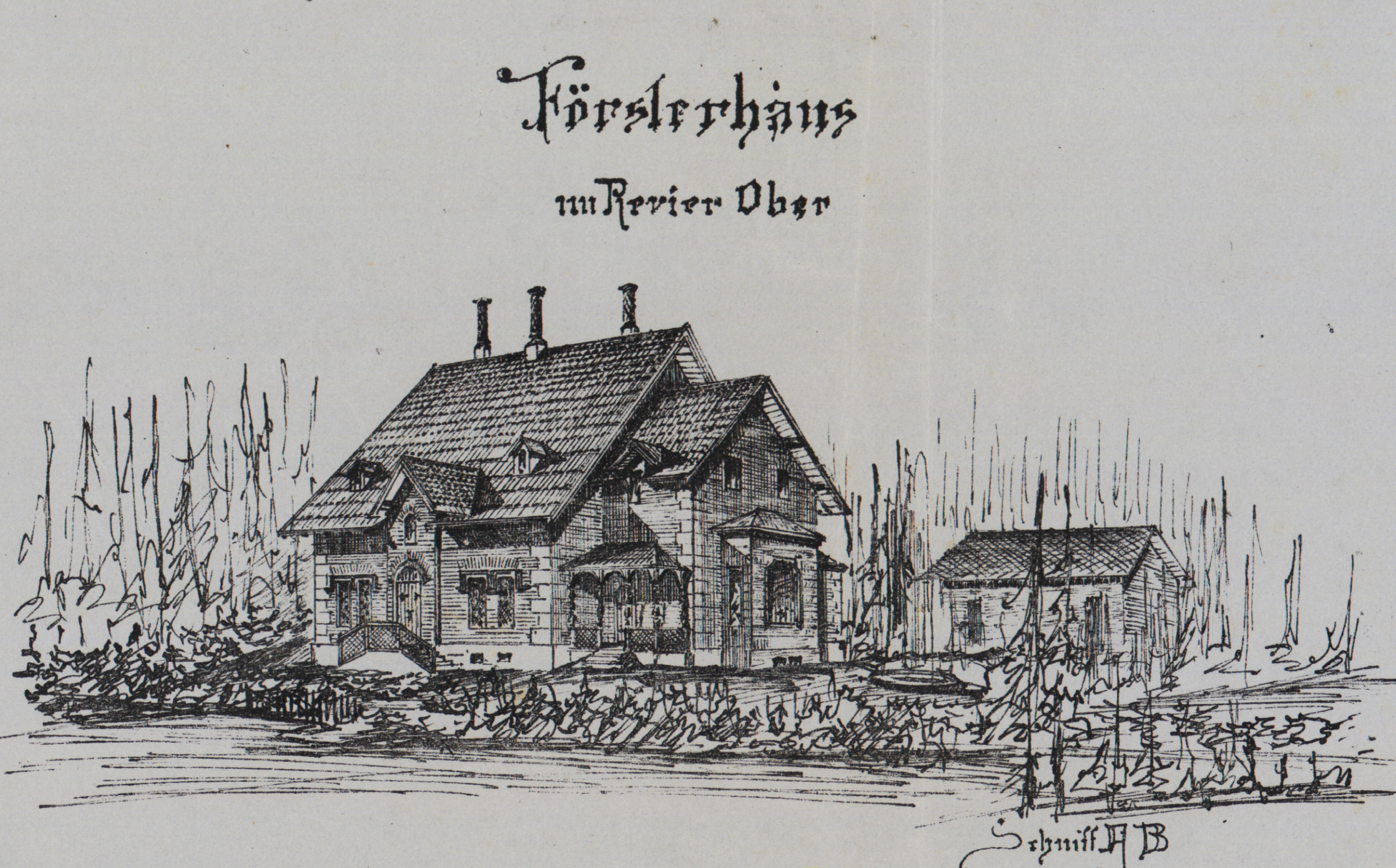
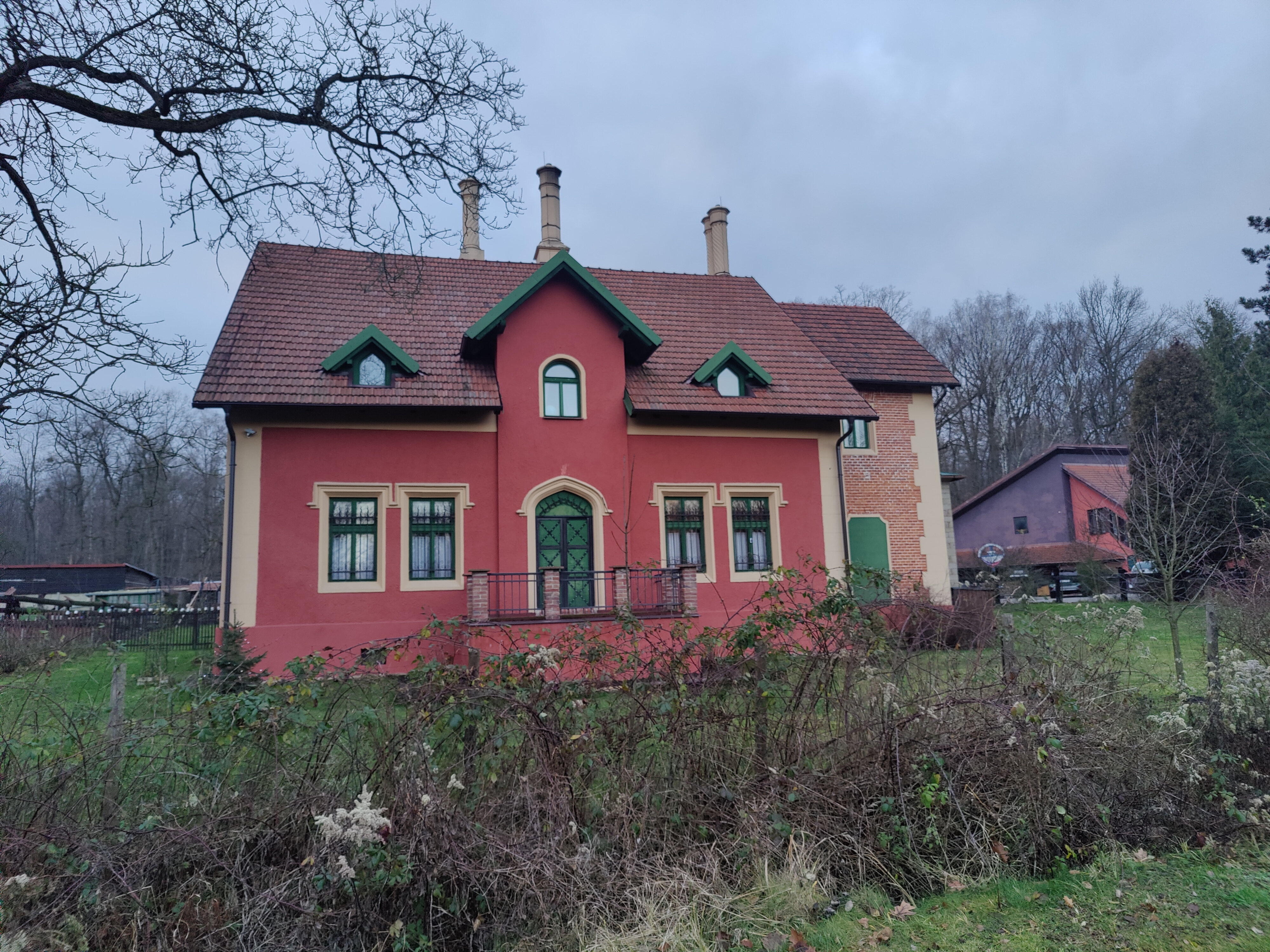
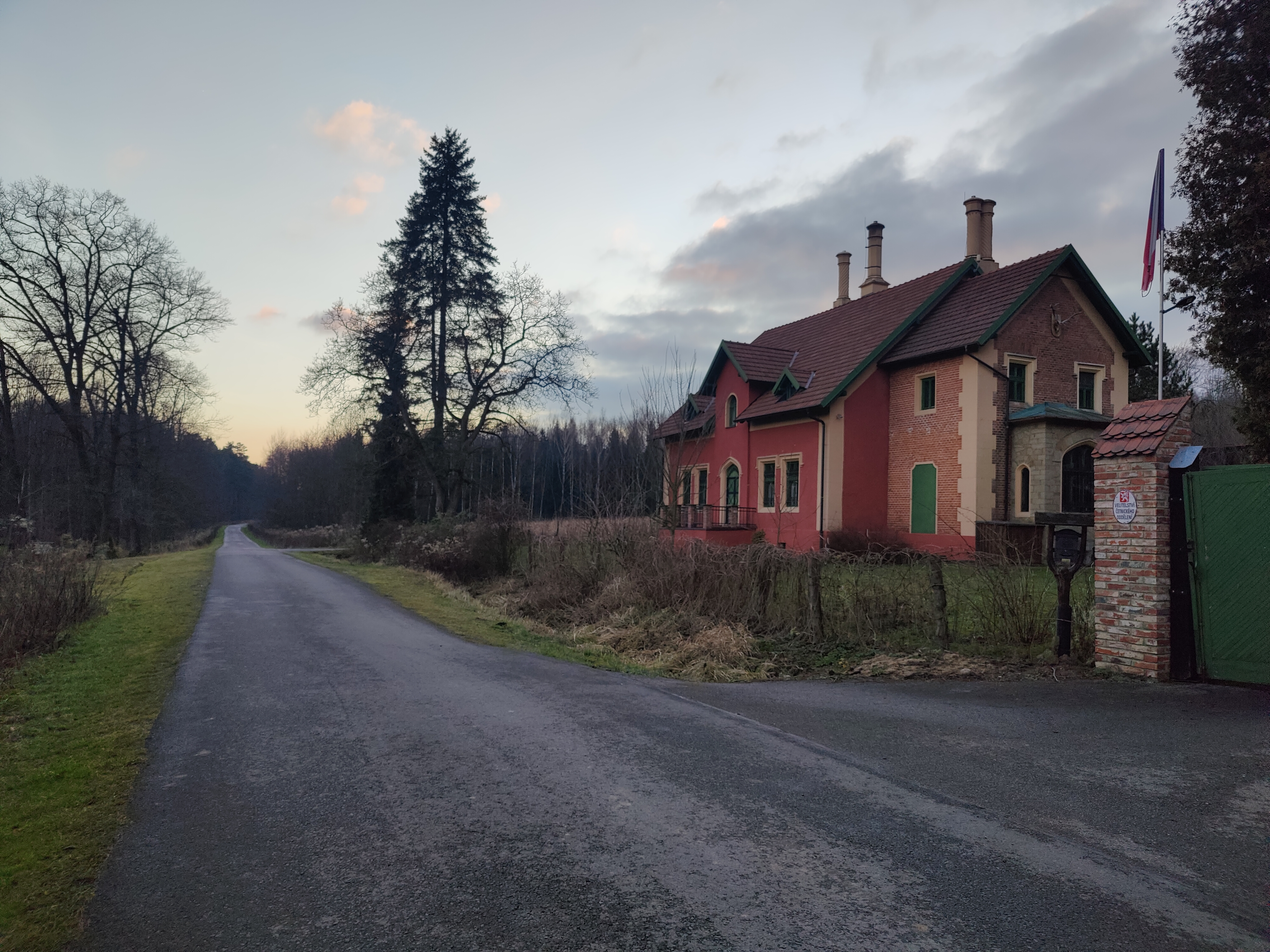
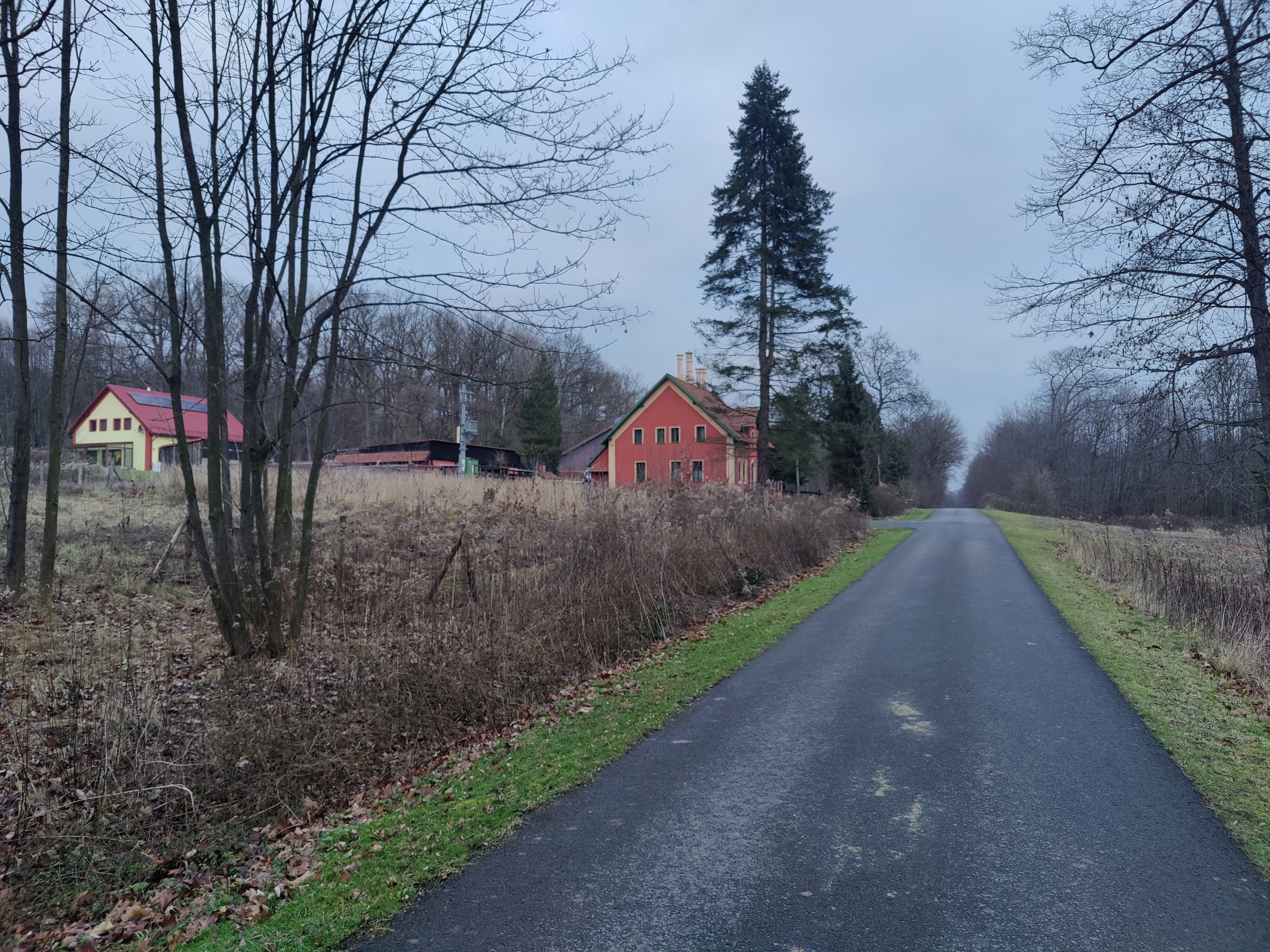